# Zulu
 Ovo je glavno značenje pojma Zulu. Za film pogledajte Zulu (film).
Zulu je ime za crnačko ratničko pleme, iz porodice Bantu-crnaca koji žive najviše u provinciji Natal, Južnoafrička Republika. Oni su ujedno i najveća južnoafrička plemenska zajednica.
Najveći poglavica tog plemena je bio kralj Shaka (1787. – 1828.).
Trgovali su s narodom Kikuyu do dolaska kolonizatora.
Jedino su afričko pleme koje je pobijedilo Britance.
Mogu biti kršćani, ili animisti. Ima ih oko 11 milijuna, govore nizom jezika, i za apartheida su bili diskriminirani.

## Zulu religija i mitologija
Zulu vjeruju u boga stvoritelja svijeta pod imenom Unkulunkulu, ali taj bog ne dolazi u doticaj s ljudima i nema nikakve interese za njihov svakodnevni život. Zbog toga većina pripadnika plemena svakodnevno komunicira s duhovima svojih predaka. Da bi to uspjeli, moraju se služiti vradžbinama. Sve nesreće i neuspjesi rezultat su crne magije, odnosno zlih vradžbina ili pak uvrijeđenih duhova, ništa se ne događa nekim prirodnim uzrokom.
Vrhovno božanstvo u Zulu mitologiji je Unkulunkulu. On je, također, stvoritelj čovječanstva. 
Umvelikangi je bog neba. On šalje munje na zemlju, a njegov glas je grom. Također, ovaj bog stvara zemljotrese. 
Mamlambo je božica rijeka, odnosno vode.
Nokhubulvane je božica koja je stvorila dugu i kišu. Ona je i božica zemljoradnje. 
Tikolose je bog - patuljak sa samo jednom polovinom tijela. On se upušta u bitke s ljudima i uglavnom ih ubija, a ako ga netko pobijedi, on ga uči raznim vrstama magije. 
Unvabu je predstavljen u vidu kameleona. On je poslan na zemlju da uči ljude besmtrnosti.

## Običaji
Pogledaj i Zulu mitologija
Pleme Zulu ima mnoge neobične običaje koji se uvelike razlikuju od današnjih zapadnih kultura, npr.:
- bogatstvo člana zulu plemena određuje se prema broju goveda, koza i ovaca koje posjeduje
- kada mladić želi oženiti djevojku, mora tražiti dopuštenje od njenog oca te mu platiti tzv. lebolu - dajući mu određeni broj svoje stoke
- poglavici zulu plemena dopušteno je imati onoliko žena koliko ih može uzdržavati, a taj broj varira od 1 do 11
- kad se djevojka udala, mora u kosi i oko suknje nositi perlice određene boje, tako da svi u selu znaju da se udala
- domaćin uvijek ulazi u nastambu prije svog gosta, za slučaj da se u nastambi nalazi zmija ili neka druga opasnost koja bi mogla ugroziti njegovog gosta
- sva djeca, i muška i ženska, imaju probušene uši, u skladu s tradicijom koja kaže da tako i "uši uma mogu čuti"; rupe u ušima se postepeno šire tako što se s vremenom u njih stavljaju sve veće i veće naušnice

## Vanjske poveznice
- Zulu (engl.)